# Palazzo Belloni Battagia

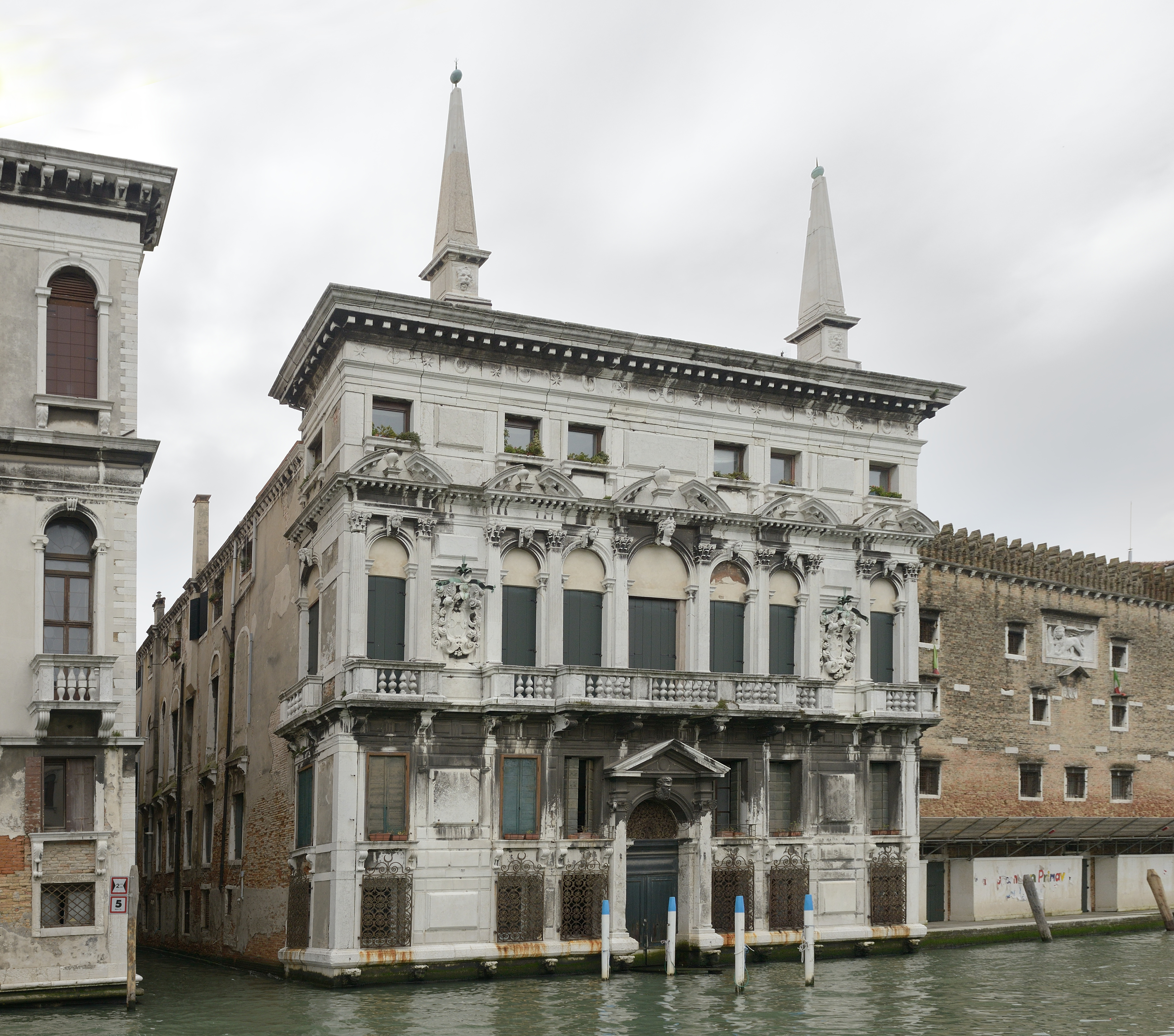
Fassade des Palazzo Belloni Battagia zum Canal Grande hin

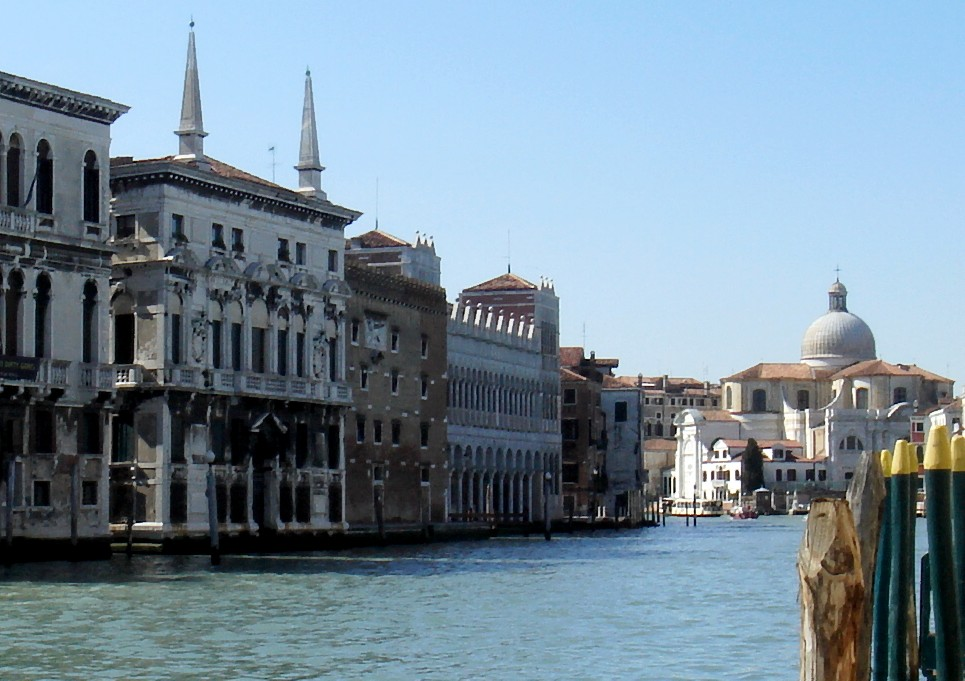
Palazzo Belloni Battagia (daneben Fontego del Megio und Fontego dei Turchi)

Palazzo Belloni Battagia (gelegentlich auch Palazzo Belloni Battaglia) ist ein Palast in Venedig in der italienischen Region Venetien. Er liegt im Sestiere Santa Croce mit Blick auf den Canal Grande zwischen der Fontego del Megio und der Ca’ Tron, ein Stück entfernt von der Kirche San Stae.

## Geschichte
Der Palast wurde um die Mitte des 17. Jahrhunderts auf den Resten eines früheren gotischen Gebäudes nach Plänen von Baldassare Longhena als Wohnstatt der Familie Belloni errichtet. Tatsächlich existiert kein Dokument, das die Beteiligung des berühmten Architekten an diesem Projekt beweist; die Zuordnung erfolgte nur durch die architektonische Form des Gebäudes. Die Bauarbeiten waren nicht einfach: Die Bauherren mussten all ihr Geld und ihre Schätze aufbringen, um den Bau fertigzustellen, bei dem es immer wieder Verzögerungen gab, sodass er erst 1663 beendet war. Der Bau fiel später an die Familie Battaglia oder Battagia, die nicht aus Venedig stammte, aber im Patriziertum anerkannt wurde. 1804 fiel das Anwesen an Antonio Capovilla, einen reichen Kaufmann, der es grundlegend und tiefgreifend umbauen ließ; für diesen Umbau sparten seine Zeitgenossen nicht mit Kritik. Derzeit ist im 1. Obergeschoss das Instituto nazionale per il commercio estero (Internationales Außenhandelsinstitut) untergebracht, während das 2. Obergeschoss privat genutzt wird.

## Beschreibung

### Außen
Der Palast hat drei Vollgeschosse und ein Mezzaningeschoss und zeigt eine typische barocke Fassade mit reich skulptierten Verzierungen. Das Erdgeschoss trägt eine Balustrade und hat in der Mitte ein großes Rundbogenportal mit Verdachung.
Das große Hauptgeschoss zeigt sieben rechteckige Einzelfenster mit reichen Verzierungen dazwischen, die Mauerblenden, zwei große Wappen und über jedem Fenster eine gebrochene Verdachung enthalten.
Über einer Geschosstrennung präsentiert sich das Mezzanin mit sechs kleinen, quadratischen Fenstern; das Unterdach ist begehbar und die Dachkante zeigt ein gezahntes Gesims mit einem langen Fries, der die Wappen der Familie Belloni enthält. Auf dem Dach befinden sich, symmetrisch angebracht, zwei Obelisken, eine Besonderheit, die sich sonst nur noch auf wenigen anderen Palästen der Stadt, wie dem Palazzo Giustinian Lolin, wo sie auch von Longhena entworfen wurden, und dem Palazzo Papadopoli, findet.
Auf der rechten Seite kann man von der Straße aus unter dem Kaminaufsatz im zweiten Stock den Vorsprung der Votivkapelle des Hauptgeschosses erkennen.

### Innen
Innen ist das Hauptgeschoss des Palazzo Belloni Battagia für zwei Motive bekannt: Das eine ist ein Freskenkreis aus dem 19. Jahrhundert, der in gutem Zustand erhalten ist, das andere ist die oben erwähnte Kapelle des Adelsgeschlechtes, die aus einem kleinen Oratorium gebaut wurde. Diese Votivkapelle enthält einen Altar und auf Wänden und Decke Dekorationen in Tempera.